# الكنيسة (حمص)
الكنيسة قرية في ناحية خربة تين نور التابعة لمنطقة حمص في محافظة حمص في سورية.